# Thomas H. McIntosh
Pour les articles homonymes, voir McIntosh.
Thomas McIntosh, né le 24 février 1879 à Sedgefield et mort le 29 octobre 1935 à Liverpool, est un footballeur anglais, qui évolue à Darlington entre 1895 à 1902. Après sa carrière de joueur, il devient secrétaire de différents club, à l'époque le secrétaire est l'équivalent du manager.

## Carrière de joueur
- 1895-1905 : Darlington

## Carrière d'entraîneur
- 1902-1911 : Darlington
- 1911-1919 : Middlesbrough
- 1919-1935 : Everton